# Халиков, Владимир
Владимир Халиков (26 февраля 1972) — советский и туркменский футболист, полузащитник. Выступал за сборную Туркменистана.

## Биография
На старте карьеры провёл один сезон в чемпионате СССР среди команд мастеров — в 18-летнем возрасте в 1990 году сыграл 4 матча за «Небитчи» во второй низшей лиге. О выступлениях в независимом Туркменистане нет полных сведений[уточнить]. В 1994 году футболист играл за клуб высшего дивизиона «Туран» (Дашогуз). Во второй половине 1990-х годов выступал за «Копетдаг» (Ашхабад), с которым завоёвывал золотые (1997/98) и серебряные (1996, 1998/99) медали чемпионата страны, становился обладателем Кубка Туркменистана (1996, 1998/99). Участник матчей Азиатского кубка чемпионов в составе «Копетдага», в марте 1999 года в матче против иранского «Эстегляля» (1:0) стал автором победного гола.
Дебютировал в сборной Туркменистана 25 ноября 1996 года в матче против Ирана. В 1998 году принимал участие в финальном турнире Азиатских игр. Всего в 1996—2000 годах сыграл не менее 12 матчей за сборную.